# دانیل بلومبرگ
دانیل بلومبرگ (انگلیسی: Daniel Blumberg؛ زادهٔ ۱۹۹۰) هنرمند، موسیقی‌دان، آهنگساز، ترانه‌سرای یهودی‌تبار اهل انگلستان است. وی از سال ۲۰۰۵ میلادی تاکنون مشغول فعالیت بوده است. شهرت او به واسطه ساخت موسیقی فیلم بروتالیست است که برایش جایزه بفتای بهترین موسیقی فیلم و جایزه اسکار بهترین موسیقی فیلم را به ارمغان آورد.